# Umayyade-moskéen
Umayyademoskéen er en af de største og ældste moskéer i verden, og dens placering på et af de helligste stedet i Damaskus giver den stor arkitektonisk vigtighed. Det er et vigtigt sted for muslimer i Syrien og andre lande 
| Arkitektur | Spire Denne arkitekturartikel er en spire som bør udbygges. Du er velkommen til at hjælpe Wikipedia ved at udvide den. |

33°30′43″N 36°18′24″Ø / 33.51194°N 36.30667°Ø